# VDL Weweler
VDL Weweler is een Nederlandse fabrikant van veren, assen en overige onderdelen voor  trailers, trucks en stads- en streekbussen en is onderdeel van de VDL Groep. Het bedrijf is gevestigd in Apeldoorn.

## Geschiedenis
In 1924 startte J H Weweler een metaalwarenfabriekje aan de Spoorstraat te Apeldoorn, die onder meer een groothandel voor vervangingsonderdelen voor zware voertuigen ging omvatten. In 1948 werd besloten om in verband met toenmalige schaarste zelf bladveren te gaan produceren. Hierdoor maakte Weweler een groei door, naast de uitgebreide handelsactiviteiten werden ook eigen constructies ontwikkeld zoals de paraboolveer. In 1965 werd een nieuw bedrijfspand in gebruik genomen.  In 1970 ging Weweler onderdeel uitmaken van Rommenhöller en ging de expansie door, met filialen in Hoogezand (1979, overname Meffert) en Spijkenisse en twee buitenlandse dochterondernemingen, in België en Noorwegen. Eind 1986 werd de 120 medewerkers tellende onderneming weer zelfstandig doordat de directie alle aandelen overnam. Nadat het bedrijf was overgestapt van het maken van mechanische vering op het maken van luchtvering, kreeg het in 1987 een notering aan de parallelmarkt. Er werkten toen 230 mensen. In 1990 werden de handelsactiviteiten uitgebreid: eerst de overname van het Franse Colaert Stock SA (1990, 1993 weer verkocht) en de Noorse onderneming Henry Olrich S/A (1991). Het aantal medewerkers fluctueerde, van 304 in 1990 (waarvan 269 in binnenland) naar 203 in 1994 (waarvan 115 in binnenland) en 248, van wie 142 in Nederland, in 1998. 
In juli 2001 werd Weweler overgenomen door de VDL Groep, die al eerder een belang had. Vervolgens kwam het zwaartepunt bij Weweler niet zozeer op de vervangingsmarkt te liggen, als wel op de eerste montagemarkt van de geproduceerde onderdelen. Vanaf 2010 staat het bedrijf bekend als VDL Weweler. Sinds 2013 zit VDL Weweler in een moderne fabriekshal op bedrijventerrein de Ecofactorij.

## Producten
VDL Weweler produceert de volgende onderdelen voor trailers, trucks en bussen:
- Asliften
- Luchtvering
- Paraboolvering
- Splitters
- Trailerassen
- Truck- en busassen
- Ventielen